# شاطئ أرامكو السعودي
شاطئ أرامكو السعودي هو شاطئ خاص مملوك ويدار من قبل شركة أرامكو السعودية للنفط. يقع الشاطئ في الجزء الشرقي من شاطئ نصف القمر بالقرب من مدينة الظهران بالمملكة العربية السعودية.
يحتوي الشاطئ على أشجار النخيل وطاولات نزهة وأضواء ومصادر كهربائية ومشويات ونادي يخوت والاستحمام بماء تم تبريده إلى درجة حرارة مريحة.